# Ace Combat 2
Ace Combat 2 és la continuació de la saga de videojocs de simualció de vol anomenats Ace Combat llançat el 1997 per Namco. Ace Combat 2 continua el joc de l'estil recreatiu del seu predecessor. Ace Combat 2 és el segon videojoc Ace Combat per la PlayStation.